# パークタワー・ブルース・フェスティバル
パークタワー・ブルース・フェスティバル(Park Tower Blues Festival)とは、1994年に始まり2003年まで東京で開催されたブルース・フェスティバル。開催時期は例年12月の中旬頃、会場は東京都新宿区のパークタワー・ホール。主催は、パークタワー・アートプログラム。
フェスティバルとしての観客動員は1日当たり1,000人以下と小規模ながら、知名度や人気に左右されない内容の濃いアーティスト・ラインアップで、このフェスティバルで初めて日本の地を踏む出演者も多数いた。

## 歴史
新宿のパークタワー・ホールにおける様々な文化イベントの一環として1994年にスタート。同ホールは東京ガスグループが所有、管理。一連の文化イベントは東京ガス出資の下、傘下のパークタワー・アートプログラムが運営していた。（株）ブルース・インターアクションズなど、ブルースに通じている企業が協力し、ブルース・フェスティバルとしてスタートした。プロモーターは、ブルース、ソウル系に実績のある（有）チョコレートクリーム・プロダクションが担当した。（1999年よりアップライト・プロダクションへ移行）
第1回はシカゴ・ブルースの大物、オーティス・ラッシュ、日本でライブ演奏に触れることは珍しいザディコのネーザン＆ザ・ザディコ・チャチャズ等を呼び、華やかに幕を開けた。その後もニューオーリンズから人間ジュークボックスと称されるスヌークス・イーグリン、米南部の黒人コミュニティーで根強い人気を誇るボビー・ラッシュなど次々と目玉となるアーティストの来日を実現させた。しかしながら、年を追うごとに規模は縮小傾向となっていき、2003年を最後にパークタワー・アートプログラムの終了に伴い10年間の歴史に幕を下ろした。

## 概要
ブルースといえば汚いバーなどでプレイされるものという印象を持つ人も多い中、このフェスティバルは東京都庁にも近い西新宿に位置する小奇麗な多目的ホールにて開催。また音楽フェスティバルと言えば開放的な野外が多い中、このホールは高層ビルの中という設定。場違いと思われる意外性が新鮮でもあった。第1回目が開催された1994年の4月にホールが完成したばかりで、当時は建物自体が真新しい雰囲気だった。
ホール内に設置されたステージでの演奏の他、例年、休憩時間にはホワイエにて日本のブルース・バンドなどの演奏も組まれた。また、CD店、バーの出店、ミュージシャンの写真展示もあり、長時間に渡るフェスティバルはメイン・ステージの演奏以外にも楽しみが用意されていた。休憩時間には演奏が終わったミュージシャン達がホワイエに出てくることも多く、ファンと歓談する姿もしばしば見られた。
1986年より続くジャパン・ブルース・カーニバル（2006年よりジャパン・ブルース＆ソウル・カーニバルに改名）と並び、継続的に開催される数少ないブルース・フェスティバルとして、日本におけるブルースの歴史にその名を刻んだ。

## 出演者

### 第1回（1994年）
日程：12月14日（水）～18日（日）
- オーティス・ラッシュ
- リトル・サニー　（初来日）
- ゴスペル・ハミングバーズ　（初来日）
- ネーザン＆ザ・ザディコ・チャチャズ　（初来日）

### 第2回（1995年）
日程：12月6日（水）～10日（日）
- スヌークス・イーグリン　（初来日）
- ロバート・ロックウッドJr.
- ヴァーノン・ギャレット　（初来日）
- リトル・サニー

### 第3回（1996年）
日程：12月4日（水）～9日（月）
- ローウェル・フルソン
- スヌーキー・プライアー　（初来日）
- トゥルーディー・リン　（初来日）
- リトル・バスター＆ザ・ソウル・ブラザーズ
- 菊田俊介＆J.W.ウィリアムズ
- ロバート・デイ＆フージア・ブルース　（初来日）

### 第4回（1997年）
日程：12月11日（木）～14日（日）
- フィリップ・ウォーカー
- R.L.バーンサイド
- ザ・カーター・ブラザーズ　（初来日）
- ジェリー・ロール・キングス
- シル・ジョンソン

※当初ジミー・ロジャーズ、フェントン・ロビンソンがラインアップに入っていたが、ともに病欠。ピンチヒッターとしてフィリップ・ウォーカー、シル・ジョンソンが加わった。

### 第5回（1998年）
日程：12月11日（金）～13日（日）
- パイントップ・パーキンズ
- レジェンズ・オブ・シカゴ・ブルース・オールスターズ
- キャロル・フラン＆クラレンス・ハラマン　（初来日）
- T-モデル・フォード　（初来日）

※当初、ヘッドライナーとしてチャールズ・ブラウンが組まれたが病欠。急遽、パイントップが代理で出演した。

※シカゴ・オールスターズのメンバーは、デイヴ・マイヤーズ(gt.)、テッド・ハーヴィー(ds.)、ボブ・ストロージャー(b.)、デイヴィッド・クラル(p.)、ハーモニカ・ハインズ(harp)。

※パイントップにはボブ・マーゴリン(gt.)が同行したが、初日をプレイしたあと、身内の不幸があったため、急遽帰国してしまった。

### 第6回（1999年）
日程：12月10日（金）～12日（日）
- ボビー・ラッシュ　（初来日）
- ロイ・ゲインズ　（初来日）
- エリック・ビブ　（初来日）
- バーナード・アリソン
- ソウル・スターラーズ　（初来日）

### 第7回（2000年）
日程：12月8日（金）～10日（日）
- ラッキー・ピーターソン
- ヘンリー・バトラー with 山岸潤史
- ポール・ジョーンズ　（初来日）
- ハープアタック（レイジー・レスター、アーサー・ウィリアムズ、ガイ・フォーサイス）　（初来日）

### 第8回（2001年）
日程：12月14日（金）～16日（日）
- ジョン・プライマー　（初来日）
- シーファス＆ウィギンズ　（初来日）
- ジョージ・ポーターJr.&ザ・ランニング・パードナーズ・フィーチャリング・アール・キング
- ファイヴ・ブラインド・ボーイズ・オブ・ミシシッピ　（初来日）

### 第9回（2002年）
日程：12月14日（土）～15日（日）
- ザ・ホームス・ブラザーズ　（初来日）
- ジョディ・ウィリアムズ　（初来日）
- テキサス・イーストサイド・キングス　（初来日）
- マシュー・ロビンソン　（初来日）
- リトル・ジョー・ワシントン　（初来日）

### 第10回（2003年）
日程：12月12日（金）～14日（日）
- ハワード・テイト　（初来日）
- クラレンス・"ゲイトマウス"・ブラウン
- エロール・リントンズ・ブルース・ヴァイブ　（初来日）
- ピストル・ピート　（初来日）

## ライブCD
同フェスティバルでライブ収録されたCDには以下のものがある。
- Little Sonny / Blastin' The Blues: Live at the Park Tower Blues Festival '94（Pヴァインレコード）
- Snooks Eaglin / Soul Train from Nawlins: Live at the Park Tower Blues Festival '95（Pヴァインレコード）
- Robert Jr. Lockwood / Swings in Tokyo: Live at the Park Tower Blues Festival '95（Pヴァインレコード）
- Little Buster & The Soul Brothers / Live Volume One (Little Buster Records)
- 菊田俊介＆J.W.ウィリアムス / ライブ!!～第3回パークタワー・ブルース・フェスティバル'96（キングレコード）

また、1999年に出演したロイ・ゲインズはフェスティバル最終日の公演終了直後に吾妻光良と都内のスタジオに入り、「Guitar Clashers from Gainesville, Tokyo（Pヴァインレコード）」を一晩でレコーディングした。